# 哈里·约恩森
哈里·约恩森（丹麥語：Harry Jørgensen，1945年12月7日—），丹麦前男子赛艇运动员。他曾代表丹麦参加1968年夏季奥林匹克运动会赛艇比赛，获得男子双人单桨有舵手铜牌。